# I miei successi (Raffaella Carrà 2011)
I miei successi è la ventiduesima raccolta italiana di Raffaella Carrà, pubblicata nel 2011 dall'etichetta discografica Columbia.

## Descrizione
Da non confondersi con omonima compilation del 1993, è composta da 3 CD che raccolgono molti dei più grandi successi della cantante, non contiene inediti e non è mai stata promossa dall'artista.
Disponibile per il digital download e lo streaming, in seguito alla scomparsa della soubrette (luglio 2021), l'album è schizzato al primo posto nella classifica di ITunes durante la settimana tra il 2 e il 7 luglio 2021, ottenendo oltre 10 milioni di streamings su Spotify.
È anche entrato nella classifica degli album più venduti in Italia raggiungendo la 28ª/6ª posizione massima.
Nel 2013 una ristampa della raccolta è stata distribuita con il numero 16 della rivista settimanale TV Sorrisi e Canzoni pubblicata il 9 aprile. Serie Flashback catalogo Sony Music Columbia 13SC0026.
L'anno seguente nuova ristampa con i 3 CD alloggiati in un contenitore per DVD (Long Box Digipak), titolo Grandi successi copertina celeste con fotografia rimpicciolita (Sony Music Columbia 88875026812, 28-10-2014).
Sempre nel 2014 a metà dicembre altra ristampa per la serie Tutto in 3 CD (Sony Music RCA 88875026852, 16-12-2014) con copertina bianca e senza fotografia.
In tutte le ristampe il contenuto dei 3 CD è rimasto identico.

## Tracce
CD 1
1. A far l'amore comincia tu (Liebelei) – 2:42 (testo: Daniele Pace – musica: Franco Bracardi)
2. E salutala per me – 4:35 (testo: Gianni Boncompagni – musica: Franco Bracardi)
3. Tanti auguri – 3:50 (testo: Gianni Boncompagni, Daniele Pace – musica: Gianni Boncompagni, Paolo Ormi)
4. Rumore – 3:30 (testo: Andrea Lo Vecchio – musica: Guido Maria Ferilli)
5. Forte forte forte – 3:22 (testo: Cristiano Malgioglio – musica: Franco Bracardi)
6. Pedro – 3:20 (testo: Gianni Boncompagni – musica: Gianni Boncompagni, Franco Bracardi, Paolo Ormi)
7. Felicità tà tà – 3:04 (testo: Gianni Boncompagni, Dino Verde – musica: Gianni Boncompagni, Paolo Ormi)
8. Festa (Fiesta) – 3:17 (testo: Gianni Boncompagni – musica: Franco Bracardi, Paolo Ormi)
9. Din don dan – 3:04 (testo: Roberto Lerici – musica: Gianni Ferrio)
10. Latino – 3:26 (testo: Gianni Belfiore – musica: Gianni Boncompagni, Paolo Ormi)
11. Ma che sera – 3:31 (Gianni Boncompagni)
12. Male – 3:45 (testo: Gianni Boncompagni, Andrea Lo Vecchio – musica: Shel Shapiro)

CD 2
1. Na na hey hey Kiss Him Goodbye – 3:19 (Gary De Carlo, Dale Frashuer, Paul Leka)
2. Domani – 3:28 (testo: Gianni Belfiore – musica: Franco Bracardi)
3. Chicos chicos – 3:37 (Julio Seijas, Luis Gomez Escolar)
4. Abbracciami – 4:02 (Guido Maria Ferilli)
5. Copacabana – 2:55 (testo: Alfredo Bracchi – musica: Giovanni D'Anzi)
6. Non dobbiamo litigare più – 3:22 (testo: Gianni Boncompagni – musica: Paolo Ormi, Franco Bracardi)
7. Amicoamante – 2:56 (testo: Gianni Belfiore – musica: Franco Bracardi)
8. La Bamba – 2:50 (Rafael Gayoso)
9. Drin drin – 3:33 (testo: Gianni Belfiore, Gianni Boncompagni – musica: Franco Bracardi)
10. Ci vediamo domani – 3:10 (testo: Gianni Boncompagni – musica: Gianni Boncompagni, Paolo Ormi)
11. Torna da me – 2:55 (testo: Gianni Belfiore, Gianni Boncompagni – musica: Franco Bracardi)
12. Povero amore – 2:55 (testo: Gianni Boncompagni – musica: Franco Bracardi)

CD 3
1. Tuca tuca – 2:38 (testo: Gianni Boncompagni – musica: Franco Pisano)
2. Ma che musica maestro – 3:16 (testo: Sergio Paolini, Stelio Silvestri – musica: Franco Pisano)
3. Chissà se va – 2:51 (testo: Castellano e Pipolo[8] – musica: Franco Pisano)
4. El Borriquito – 3:40 (Peret[9])
5. Non pensar en ti – 3:17 (testo: Ignacio Canut – musica: Carlos García Berlanga)
6. Reggae Rrrrr! – 2:35 (testo: Gianni Boncompagni – musica: Franco Pisano)
7. Perdono, non lo faccio più – 1:56 (testo: Gianni Boncompagni – musica: Franco Pisano)
8. Accidenti a quella sera – 3:58 (Gianni Boncompagni)
9. Voglio tutto, soprattutto te (Whisky a go go) – 4:24 (testo: Cristiano Malgioglio – musica: Michael Sullivan, Paulo Massadas)
10. T'ammazzerei – 2:59 (testo: Antonio Amurri – musica: Gianni Boncompagni)
11. Sono nera – 3:45 (testo: Gianni Boncompagni – musica: Gianni Boncompagni, Paolo Ormi)
12. Mi sento bella – 3:41 (testo: Gianni Boncompagni – musica: Paolo Ormi)